# 松本薫 (狂言師)
松本 薫（まつもと かおる、本名・同じ、1951年（昭和26年）3月24日 - ）は、狂言方大蔵流能楽師。京都能楽会会員。

## 人物
1969年、広島大学附属中学校・高等学校卒業後、立命館大学法学部に入学（1977年、同大学卒業）。1974年、大学在学中に十二世茂山千五郎（のちの四世千作）に入門。同年、「瓜盗人」のアドで初舞台に立った。1984年には網谷正美、丸石やすしらと「狂言勉強会」を結成するなど活動の場を大きく広げた。その後この勉強会は「三笑会」として現在に至り、2004年には100回記念公演をしている。
海外での活動にも積極的で、1984年にアメリカ・カナダでの海外公演を皮切りに、1999年には、フランス政府文化省・パリ市立劇場の後援で「MONNAIE DE SINGES」を制作。カナダ・ポルトガル・スペイン・フランスで公演をしている。